# 兰州铁路局巨额资金挪用案
兰州铁路局巨额资金挪用案，简称兰铁案，是中国兰州铁路局爆发的巨额资金挪用案，违规金额达上百亿。2004年该案曝光。

## 历史
原兰州铁路局总经济师张宁、魏武等六人涉及此案。1997年9月至2004年底，先后担任兰州铁路局财务处长、副总会计师、总会计师等职务的张宁挪用公款注入拖拉机账户，进行国债回购等的证券投资。
至案发时，超过30亿元人民币的有价证券被及时追回，剩余未追回的资金中，自有沉淀资金20亿元，银行贷款42.9亿元。也就是说，此案中被挪用公款总案值高达115亿元。检察机关指控9名被告人分别涉嫌合同诈骗罪、挪用公款罪、受贿罪、提供伪造的出入境证件罪、隐匿会计凭证和会计账簿罪、窝藏罪等罪名，其中有3名被告人被控多项罪名。
但张宁的辩护律师称，张宁涉案资金仅是115亿元涉案资金中的一部分，其余资金挪用目的不明。
案发后，兰州铁路局将拖拉机账户合并，转入五家公司之中。这使得这五家公司的名称出现在上海汽车等6家中国大陆上市公司的十大流通股股东名单之中，其总持有股市值在2007年年中接近50亿元。